# Смит, Катарина
Катарина Смит (англ. Catherine Smith, Catharina Smith, Catherina Smith) — английская писательница и актриса, наиболее известная своими готическими произведениями. Почти всё, что о ней известно, это то, что она происходила из богатой семьи и играла в театре Хеймаркет в Лондоне.

## Романы
- The Misanthrope Father, or The Guarded Secret (1807)
- The Castle of Arragon: or, The Banditti of the Forest (1809; Worldcat)
- The Caledonian Bandit or The Heir of Duncaethal (1811; WorldCat)
- Barozzi, or The Venetian Sorceress (1815) (Internet Archive; WorldCat; Valancourt Books[англ.] edition ISBN 978-0-9766048-7-7)